# Teardrops
«Teardrops» es una canción del músico británico George Harrison, publicada en el álbum de estudio Somewhere in England (1981). La canción fue también publicada como segundo sencillo de Somewhere in England el 31 de julio en el Reino Unido, y alcanzó el puesto 51 en la lista estadounidense Mainstream Rock Tracks, además del 102 en la lista Billboard Hot 100.
Harrison no incluyó «Teardrops» en una primera propuesta de Somewhere in England que mandó a Warner Bros. Records. Sin embargo, después de que la compañía rechazase cuatro de las canciones que quería incluir, Harrison incluyó «Teardrops», «All Those Years Ago» y otros dos temas.
Los autores Chip Madinger y Mark Easter compararon «Teardrops» melódicamente con Elton John y la definieron como «probablemente la mejor de las que George compuso para la revisión de Somewhere in England».

## Posición en listas
| País           | Lista                  | Posición más alta |
| -------------- | ---------------------- | ----------------- |
| Estados Unidos | Billboard Hot 100      | 102               |
| Estados Unidos | Mainstream Rock Tracks | 51                |